# Adolfo García Martínez
Adolfo García Martínez es un antropólogo asturiano. Licenciado en filosofía y sociología, y doctor por la Universidad de Oviedo, ha desempeñado una notable actividad divulgadora e investigadora, destacando como figura fundamental dentro del estudio de la antropología asturiana. 

## Infancia y educación
Nació en 1944 en Fresnedo, una aldea situada en el concejo de Tineo, Asturias. Allí se crio en el seno del ámbito rural, dentro de una familia de organización compleja en la que varios miembros familiares residían en el mismo caserío. Desde este origen humilde inició su formación en el seminario menor de Covadonga, donde cursó los dos primeros años de Humanidades. Tras ello, se trasladó al Seminario Metropolitano de Oviedo para finalizar los cuatro años restantes de sus estudios.
Al concluir sus estudios en Humanidades hizo su noviciado con los frailes de la orden de los Combonianos del Corazón de Jesús en la localidad de Corella en Navarra, donde se sintió más cercano a sus compañeros. Luego fue enviado hasta Moncada, Valencia, y allí inició sus estudios en Filosofía.
Continuó sus estudios en Filosofía en la Universidad Gregoriana de Roma, en esta circunstancia se determinó finalmente a abandonar la orden, una decisión que ya venía sopesando anteriormente. Tras ello regresó en 1965 a Oviedo, pero no permaneció mucho en Asturias, estableciéndose poco después a la ciudad francesa de Lyon donde, en 1972, obtuvo su maestría en Filosofía, una licenciatura en Sociología y una diplomatura en Psicosociología. Posteriormente, en 1971, se desplazó hasta la actual Benín, que en ese momento era aún la colonia francesa Dahomey, y le ofrecieron un puesto como profesor de filosofía en el liceo P. Aupias en la ciudad de Cotonú mientras realizaba una tesis sobre los Iwi. Aunque decidió renunciar a su puesto de docente, dejar su investigación y volver a España.
A su retorno se encontró con que tuvo que convalidar su maestría en Filosofía y examinarse nuevamente de ciertas asignaturas, presentando su tesina con la Universidad de Valencia a falta de la existencia de la licenciatura en la Universidad de Oviedo. Así pues, en enero de 1974, recibió su título en España y continuó desarrollando su actividad docente e investigadora.

## Docencia
Además de su actividad investigadora y divulgadora se dedicó profesionalmente a la enseñanza en distintas instituciones. Ejerció como profesor en varios centros de educación secundaria en Asturias como el IES Monte Naranco de Oviedo o el Instituto Calderón de la Barca de Gijón. 
En cuanto a su actividad universitaria dirigió tesis e investigaciones desde la Universidad de Oviedo, siendo así mismo docente en la Universidad de Valladolid y tutor en el Centro Asociado de la UNED en Gijón, tutorizando varias asignaturas de la licenciatura de Antropología Social y Cultural, y, posteriormente, del Grado, siendo un gran defensor y precursor de estos estudios. Además fue nombrado socio de honor por la Asociación Asturiana de Antropología y Patrimonio Etnológico (ASAPE).

## Actividad en Asturias
A diferencia de una gran mayoría de antropólogos que buscan desarrollar una actividad investigadora en lugares remotos y ajenos a su propia realidad, García quiso llevar a cabo una antropología de Asturias, un estudio desde y sobre su entorno natal a partir del trabajo de campo. A lo largo de toda su trayectoria profesional se ha aproximado a múltiples aspectos de la realidad asturiana, englobando desde los elementos más generales y amplios como son la propia identidad social y cultural del territorio, las poblaciones y sus habitantes, hasta los más específicos y particulares. Abarcará asimismo otros temas como la trashumancia, la vivienda asturiana, la tradición o la actividad agraria. 
Su aproximación a estos pueblos y a sus pobladores nace desde un gran respeto y aprecio, buscando siempre defender su conservación y naturaleza. Pero su trabajo no se enfoca exclusivamente en la investigación y divulgación del mundo rural sino que también pretende encontrar soluciones a distintas problemáticas y cuestiones que lo afectan, tales como el despoblamiento o los cambios del mundo agrícola y de la estructura familiar que es el eje de la sociedad campesina. Entre las circunstancias que actúan sobre la realidad del campo se encuentra la popularización del turismo rural que deriva en la conversión de los pueblos en objetos de consumo, desplazando su identidad rural. García aboga, no por una extinción del turismo, sino por una convivencia que no relegue ni ensombrezca la actividad primaria. Por ejemplo en su obra Alabanza de aldea (2016) trata todas estas preocupaciones, aborda el contexto de unas aldeas que van siendo abandonadas, un mundo que se va vaciando y como la propia urbe va desplazando estos pueblos.
Por otro lado, en la década de 1980 se adentró en la dinámica entre el campo y la ciudad, profundizando en la dualidad que se da entre la vida rural y tradicional con su contraparte, la ciudad y la modernidad, una dicotomía entre lo campesino y lo urbano.
En cuanto al enfoque que opta para sus estudios se sirve de una metodología que nace de la convivencia de varias disciplinas, no aborda los temas únicamente desde una perspectiva antropológica sino que también se vale de la etnohistoria, de la sociología, de la etnolingüística y de la antropología histórica para crear un campo de investigación complejo. Su óptica antropológica no es de quien busca el exotismo en lugares lejanos, sino que hace una aproximación cercana y familiar, desde el aprecio, la dignificación y el respecto a la tradición, la cultura, la sociedad y la tierra asturiana. 
Así mismo, fuera de su actividad en docencia e investigación, emprende también una labor museística, siendo firme defensor y partidario de los museos etnográficos. La mayoría de estos museos fueron creados hacia la década de 1990 con el objetivo de atraer turismo, pero la ausencia de medios como la falta de personal o un presupuesto ínfimo impidieron que estos proyectos fructificasen. Adolfo García trabajó con varios museos asturianos, coordinó y organizó el montaje del ecomuseo del parque natural de Somiedo, también intervino en el ecomuseo del Pan en Villanueva de Oscos y estudió, en San Martín de Oscos, la vivienda rural, lo que luego le sirvió para acondicionar la Casa del Marco y convertirla en el Muso de la casa Campesina en la localidad de Villarquille. Colaboró igualmente con el Museo del pueblu d’Asturies, institución muy vinculada a la población, al ámbito e identidad social, a la tradición y a los estudios antropológicos. Trabajó con el museo de forma asidua y muy cercana, publicando textos con fines divulgativos y didácticos entre las que figuran El agua en la Asturias tradicional (2007) o Trabajar para comer. Producción y alimentación en la Asturias tradicional (2002). En su obra Antropología de Asturias II. El cambio: la imagen invertida del otro (2011) recoge y desarrolla todo lo referente a sus pareceres con respectos a los museos, siendo un fiel protector, promotor y partidario de los museos etnográficos, realiza una actividad divulgadora pero también enfrentando la problemática que les afecta, tales como las críticas que reciben pues hay opiniones que consideran que son lugares inertes o que el mundo rural asturiano se ha convertido en sí mismo en un museo.

## Publicaciones
Adolfo García ha realizado numerosas publicaciones, entre artículos, ensayos, libros y obras colectivas, a lo largo de su trayectoria profesional de múltiples realidades, aspectos, y elementos de la cultura asturiana, resultando en una muy rica bibliografía.
Artículos
- (1982). “Análisis del sistema de parentesco de los vaqueiros de alzada de Asturias” en Boletín del Instituto de Estudios Asturianos, Año nº 3, nº 105-106, pp. 287-312.
- (1985). “La vivienda de los vaqueiros de alzada” en Studium Ovetense: Revista del Instituto Superior de Estudios Teológicos del Seminario Metropolitano de Oviedo, nº 13 pp.39-78.
- (1989). “Comentarios a la Carta Novena de Jovellanos, ‘sobre el origen y costumbres de los vaqueiros de alzada de Asturias’ ” en Boletín del Instituto de Estudios Asturianos, año nº 43, nº 130, pp. 275-308.
- (1990). “La sociedad rural asturiana: mujer, matrimonio y familia” en Boletín del Instituto de Estudios Asturianos nº 134, pp. 389-412.
- (1990). “La Matanza: un fenómeno económico, social y ritual” en Lletres asturianes: Boletín Oficial de l’Academia de la Llingua Asturiana, nº36, pp. 105-120.
- (1991). “Cruce entre ‘Los de antes’ y ‘lo de ahora’ propósito de la cultura del pan” en Boletín del Real Instituto de Estudios Asturianos, vol. 45, nº 137
- (1993). Carmen Adelaida Bermúdez García, Margarita Fernández Mier, Adolfo García Martínez, Roberto González-Quevedo González. “Cultura tradicional asturiana. Introducción” en Orígenes, arte y cultura en Asturias Siglos VII-XV, pp. 587-589.
- (1993) “La ganadería” en Orígenes, arte y cultura en Asturias Siglos VII-XV, pp. 317-626.
- (1993) “Vivienda, familias y oficios” en Orígenes, arte y cultura en Asturias Siglos VII-XV, pp. 591-603.
- (1993) “La actividad agrícola y el ciclo festivo” en Orígenes, arte y cultura en Asturias Siglos VII-XV, pp. 605-615.
- (1993) “Caza, pesca, recolección y otras actividades” en Orígenes, arte y cultura en Asturias Siglos VII-XV, pp. 627-635.
- (1994) “Comentarios a la Carta Novena de Jovellanos sobre El origen y costumbres de los vaqueiros de alzada de Asturias, desde una perspectiva etnohistórica” en Boletín del Real Instituto de Estudios Asturianos, vol 48, nº 143.
- (1994). “Etnografía” en Somiedo, Parque Natural, pp. 4-89.
- (1999). “La matanza en Tinéu” en Cultures: Revista asturiana de cultura, nº 9, pp. 375-386.
- (2003). “Las construcciones en piedra seca del Parque Natural de Somiedo”, Actas del Primer Congreso Nacional de Arquitectura Rural en Piedra Seca, Albacete, vol. II, pp. 887-907.
- (2010). “La trashumancia en Asturias y la conservación del paisaje y de las razas”, VII Congreso Ibérico sobre recursos genéticos animales, Gijón, pp. 32-48.
- (2020). “Etnografía de la pala del pan: de la casa asturiana a la dualidad del patrimonio tangible-intangible” en Perifèria: revista de investigación y formación en antropología, Vol. 25, Nº 1, pp. 184-212.
- (2022). “Algunas claves para comprender el declive de los pueblos y del campo en Asturias" en Anuario de la Sociedad Protectora de la Balesquida, 1 7, pp. 119-172.

Proyectos
- Diseño y dirección de un proyecto LIFE para restaurar siete brañas en el Parque Natural de Somiedo, 1996-1997.
- Diseño y dirección del ecomuseo del Parque Natural de Somiedo, 1990-2005.

Traducciones
- M. IZARD y P. SMITH (comps.), La función simbólica, Júcar Universidad, Madrid, 1989 (14 trabajos dedicados a C. Lévi-Strauss).
- P. CHAMPAGNE, La reproducción de la identidad, Krk, Oviedo, 2020.

Capítulos de libro
- (1990). “Grupos sociales marginados: los vaqueiros de alzada de Asturias” en Javier Fernández Conde (dir.), Historia de Asturias, Vol. 3, pp. 557-576.
- (2000). “La familia tradicional del concejo de Tineo: una mirada antropológica” en José Girón Garrote, Hombres y tierras de Tineo: homenaje a don José Maldonado, pp. 307-404.
- (2003). “Recuperación del patrimonio cultural en el Parque Natural de Somiedo: las brañas” en Kepa Fernández de Larrinoa (coord.), Sabor de antaño: notas sobre identidad local, actualización etnográfica y desarrollo cultural, pp. 174-208.
- (2003). “La trashumancia en Asturias” en Feliciano Novoa Portela, Luis Vicente Elías Pastor, Un camino de ida y vuelta: la trashumancia en España, pp. 95-108.
- (2004). “La trashumancia en Asturias” en Javier Rodríguez Muñoz (coord.) Los asturianos: raíces culturales y sociales de una entidad, pp. 181-196.
- (2004). La casería tradicional asturiana en Javier Rodríguez Muñoz (coord.) Los asturianos. Raíces culturales y sociales de una entidad, pp. 161-180.
- (2004). “La casa tradicional: el pan y carne” en Javier Rodríguez Muñoz (coord.) Los asturianos. Raíces culturales y sociales de una entidad, pp. 197-214.
- (2004) “La casa tradicional: entre la autosuficiencia y la reciprocidad” en Javier Rodríguez Muñoz (coord.) Los asturianos. Raíces culturales y sociales de una entidad, pp. 513-526.
- (2004) “La casa asturiana: la familia” en Javier Rodríguez Muñoz (coord.) Los asturianos. Raíces culturales y sociales de una entidad, pp. 527-544.
- (2004). “El mundo ritual: los ritos de paso y los ritos de aflicción” en Javier Rodríguez Muñoz (coord.) Los asturianos. Raíces culturales y sociales de una entidad, pp. 577-608.
- (2005). “El tabú: una mirada antropológica” en Vicente J. Domínguez García, Tabú: la sombra de los prohibido, innombrable y contaminante, pp. 143-180.
- (2011). “Los vaqueiros de alzada: el mensaje antropológico de Jovellanos” en Joaquín Ocampo Suárez-Valdés, La luz de Jovellanos: exposición conmemorativa del bicentenario de la muerte de Gaspar de Melchor de Jovellanos (1811-2011), pp. 259-277.
- (2015) “La familia del Cuarto de los Valles: troncalidad, patrilocalidad y mayorazgo” en Ramón d’Andrés Díaz (coord.) Manuel Menéndez y l’Asturies Occidental, pp. 131-175

Libros
- (1986). Los vaqueiros de alzada de Asturias. Un estudio histórico antropológico, Universidad de Oviedo.
- (1998).Coautor. El Principado de Asturias, Ediciones Nobel.
- (2000).Coautor. Tristes Institutos. Muséu del Pueblu d'Asturies.
- (2002). La casa tradicional de San Martín de Ozcos, KRK Ediciones.
- (2002).Coautor. Cuentiones de antropoloxía y arqueoloxía, Asociación Belenos.
- (2002-2003). Coautor. Enciclopedia del paisaje. La Nueva España
- (2003). Coautor. El patrimonio natural y cultural de la parroquia de Trevías (Valdés), Universidad de Oviedo.
- (2004). Familia y sociedad: un estudio antropológico en el centro y occidente de Asturias y semejanzas con el norte peninsular, RIDEA
- (2006). Paredes, Ástur y García Martínez, Adolfo. La casa tradicional asturiana, Cajastur.
- (2006). La cultura del pan en Villanueva de Oscos, Oviedo, KRK Ediciones.
- (2008). Antropología de Asturias I. La cultura tradicional, patrimonio del futuro, KRK Ediciones.
- (2008). Coautor. Las brañas asturianas: un estudio etnográfico, etnobotánico y toponímico, RIDEA
- (2011). Antropología de Asturias II. El cambio: la imagen invertida del otro, KRK
- (2015). Coautor. Casas de campesinos y pescadores en el litoral cantábrico, Asociación Tajamar, Santander.
- (2016). Alabanza de aldea, KRK Ediciones.
- (2021). Lo que el tiempo trajo (y lo que se llevó). Cincuenta años de mirada antropológica. KRK Ediciones.
- (2021). La casa somedana, KRK Ediciones.

Entre sus obras se pueden destacar ciertos títulos como Los vaqueiros de alzada de Asturias que fue su tesis de doctorado y en la cual hace un análisis de este grupo social, económico y cultural desde un punto de vista etnohistórico. Articula la publicación en torno a dos partes, una primera sobre el desarrollo histórico del grupo y de las particularidades que lo conforman, y una segunda sobre las características identitarias del mismo, desde su cultura, su organización social, sus relaciones familiares, etc.. Se trata de un tema clásico y simbólico al que se aproxima dejando de lado los estereotipos que lo rodean, acercándose a su realidad bajo una premisa crítica y rigurosa. Se deshace de términos mal entendidos y mal aplicados, y señala como se recurría a estereotipos que no hacían sino enturbiar su apreciación y el acercamiento a su forma de vida, su origen y el por qué de su marginación, desmontando en su análisis dicha aproximación. Por esta obra fue galardonado en 1987 con el premio Juan Uría Ríu, pero aun no ha recibido los reconocimientos que merece.
Cabe mencionar asi mismo otros dos títulos, Antropología de Asturias I. La cultura tradicional, patrimonio del futuro (2008) y Antropología de Asturias II. El cambio: la imagen invertida del otro (2011). En el primero de ellos pretende divulgar la cultura tradicional asturiana abordando diversos aspectos de la misma, expresando que son el patrimonio etnográfico y la tradición la raíz y base de las identidad de las comunidades. Se acerca a las diferentes regiones y zonas astures, adentrándose desde la unidad social más pequeña como es el hogar, pasando por elementos intermedios como el barrio, la localidad, el concejo, hasta la unidad social mayor que sería la comunidad autónoma. Para el estudio se rige por el método etnográfico-antropológico, tratando los distintos aspectos bajo ambas ópticas, teniendo así una doble perspectiva. 
En el segundo volumen desarrolla un enfoque hacia el futuro. Comprende la historia y los múltiples hechos y circunstancias como producto de una concatenación de causas y consecuencias. Se sirve así de la antropología como una herramienta para su comprensión e incluso previsión, siendo útil así mismo para confrontar diversas cuestiones y proveer soluciones. Aborda además las problemática a la que se enfrenta Asturias, como el cambio relega y anula poco a poco la herencia tradicional y la vitalidad del mundo rural. Estructura la obra en dos partes, una en la que trata las razones del cambio, sobre que lo provoca, lo que deriva del mismo y sobre las preocupaciones que ocasiona como la despoblación y el envejecimiento del mundo rural, cerrando este apartado con un análisis sobre el patrimonio tradicional. La segunda parte se orienta desde la antropología aplicada, abordando directamente poder conservar la tradición en ese futuro, la posibilidad del cambio sin perder la herencia. Del mismo modo desarrolla el tema alrededor de elementos como los ecomuseos o el turismo rural y como es factible la convivencia y los beneficios para ambas partes.